# Station Vertou
Station Vertou is een spoorwegstation in de Franse gemeente Vertou.